# 김선주 (1909년)
김선주(金善周, 1909년 1월 25일 ~ 1975년 11월 21일)은 대한민국의 공무원 출신 정치인이다. 제6대 국회의원을 지냈다. 동생은 제헌 국회의원을 지낸 김옥주이다.

## 학력
- 광양보통학교
- 경성제일공립보통학교
- 일본 주오 대학 법학부

## 생애
전라남도 광양시 진상면에서 태어났다. 
공무원 시절에는 서울체신청장 등의 자리를 거쳤으며 전남대학교 대학원에서 강사로 활동하기도 했다.
제5대 국회의원 선거를 앞두고 무소속으로 광양군 선거구에 출마했으나 낙선했다. 제6대 국회의원 선거를 앞두고 민주공화당의 공천을 받아 구례군·광양군 선거구에 출마해 당선되었다.
1975년 11월 21일 저녁 서울특별시 중구의 자택에서 노환으로 사망하였다.

## 역대 선거 결과
|  | 27.02% |

|  | 32.63% |